# Edgar Hess
Edgar Hess, ros. Эдгар Яковлевич Гесс, Edgar Jakowlewicz Giess (ur. 14 marca 1954 w Taboszarze, Tadżycka SRR) – radziecki piłkarz pochodzenia niemieckiego, grający na pozycji pomocnika lub napastnika, były reprezentant ZSRR, trener piłkarski. W 1989 wyjechał na stałe do Niemiec, gdzie mieszka w Ulm i posiada niemieckie obywatelstwo.

## Kariera piłkarska

### Kariera klubowa
Wychowanek klubu Kurama Taboszar. W 1973 rozpoczął karierę piłkarską w klubie Pomir Duszanbe, skąd latem 1979 roku został zaproszony do Spartaka Moskwa. W 1984 przeszedł do Pachtakoru Taszkent, w którym zakończył karierę zawodową w roku 1986. Po kilku latach przerwy również grał przez 2 sezony w niemieckim zespole FV Biberach.

### Kariera reprezentacyjna
5 września 1979 debiutował w narodowej reprezentacji ZSRR w towarzyskim meczu z NRD. To był jego jedyny mecz.

## Kariera trenerska
Jeszcze będąc piłkarzem rozpoczął pracę szkoleniowca. W 1986 również grał i pomagał trenować w klubie Paxtakor Taszkent, a w latach 1994-1995 łączył funkcje trenerskie i piłkarskie w drużynie z Zarafshonu. W 1987 został mianowany na stanowisko głównego trenera Zarafshonu Navoiy, którym kierował do 1988. W 1989 wyjechał na stałe do Niemiec, gdzie najpierw przez dwa sezony bronił barw FV Biberach. Od 1991 do 2003 trenował niemieckie kluby z niższych lig FC Mittelbiberach, Wacker Biberach, FV Biberach i Türkspor Biberach. W lutym 2004 został mianowany na stanowisko głównego trenera kazachskiego klubu FK Ałmaty, który prowadził do 15 sierpnia. W grudniu 2004 dołączył do sztabu szkoleniowego Ałanii Władykaukaz, a 23 kwietnia 2005 stał na czele klubu, którym kierował do końca czerwca 2005. Od listopada 2005 do maja 2006 pracował z litewskim FK Vėtra. Potem wyjechał do Uzbekistanu, gdzie prowadził kluby FK Andijon (od sierpnia 2006 do 2007 oraz od 24.09.2014 do 28.08.2015), Nasaf Karszy (od lutego do października 2008), Shoʻrtan Gʻuzor (od kwietnia 2009 do 30 czerwca 2011 oraz od lipca 2012 do 15 maja 2013) i FK Buxoro (od 	
10.11.2013 do 23.08.2014).

## Sukcesy i odznaczenia

### Sukcesy klubowe
Spartak Moskwa
- mistrz ZSRR: 1979
- wicemistrz ZSRR: 1980, 1981, 1983
- brązowy medalista Mistrzostw ZSRR: 1982
- finalista Pucharu ZSRR: 1981

### Odznaczenia
- tytuł Mistrza Sportu ZSRR

## Rodzina
Dziadek Edgara Hessa przez pewien czas mieszkał we wsi obok Odessy. Podczas wojny niemiecko-radzieckiej wojował w szeregach Wehrmachtu.